# 事実 (笹川美和のアルバム)
『事実』（じじつ）は、笹川美和の1枚目のスタジオ・アルバムで、メジャーデビュー・アルバムである。

## 収録曲
全作詞・作曲:笹川美和、全編曲:林有三
1. 事実 (5:38)
2. 太陽 (3:01)
3. 黒子 (4:48)
4. どうぞ (3:39)
5. 髪 (5:19)
6. 笑 (4:29)
1stシングル。キリンビバレッジ「小岩井純水果汁」CMソング
7. 为什么 (4:00)
8. 金木犀 (4:51)
2ndシングル。TBS系ドラマ「新しい風」主題歌
9. 隧道 (3:43)
10. 尽くす (5:02)
11. ならば (5:21)
12. ただただ (4:19)